# Уэстпорт (тауншип, Миннесота)
Уэстпорт (англ. Westport) — тауншип в округе Поп, Миннесота, США. На 2000 год его население составило 279 человек.

## География
По данным Бюро переписи населения США площадь тауншипа составляет 91,8 км², из которых 89,5 км² занимает суша, а 2,3 км² — вода (2,48 %).

## Демография
По данным переписи населения 2000 года здесь находились 279 человек, 83 домохозяйства и 68 семей.  Плотность населения —  3,1 чел./км².  На территории тауншипа расположено 90 построек со средней плотностью 1,0 построек на один квадратный километр. Расовый состав населения: 99,28 % белых и 0,72 % приходится на две или более других рас. Испанцы или латиноамериканцы любой расы составляли 1,08 % от популяции тауншипа.
Из 83 домохозяйств в 47,0 % воспитывались дети до 18 лет, в 78,3 % проживали супружеские пары, в 2,4 % проживали незамужние женщины и в 16,9 % домохозяйств проживали несемейные люди. 13,3 % домохозяйств состояли из одного человека, при том 6,0 % из — одиноких пожилых людей старше 65 лет. Средний размер домохозяйства — 3,36, а семьи — 3,72 человека.
35,8 % населения — младше 18 лет, 9,3 % — в возрасте от 18 до 24 лет, 26,2 % — от 25 до 44, 21,1 % — от 45 до 64, и 7,5 % — старше 65 лет. Средний возраст — 31 год. На каждые 100 женщин приходилось 111,4 мужчин.  На каждые 100 женщин старше 18 приходилось 113,1 мужчин.
Средний годовой доход домохозяйства составлял 42 188 долларов, а средний годовой доход семьи —  44 250 долларов. Средний доход мужчин —  31 667  долларов, в то время как у женщин — 17 750. Доход на душу населения составил 14 185 долларов. За чертой бедности находились 13,6 % семей и 13,2 % всего населения тауншипа, из которых 12,6 % младше 18 и 23,1 % старше 65 лет.